# Guy Mitchell
Pour les articles homonymes, voir Mitchell.
Guy Mitchell, né Albert George Cernik, est un chanteur pop américain né le 22 février 1927 à Détroit (Michigan) et mort le 1er juillet 1999 à Las Vegas.
Il est surtout connu aux États-Unis, au Royaume-Uni et en Australie.

## Biographie
Il emménage à Los Angeles à l'âge de 11 ans.
Pressenti comme enfant star par la Warner, le projet n'aboutit cependant pas en raison d'un nouvel emménagement à San Francisco.
Il devient participant récurrent dans une émission de radio animée par Dude Martin, où il joue de la musique country.
En 1947, après son service militaire, il rejoint l'orchestre de Carmen Cavallero en tant que chanteur. Il enregistre avec eux son premier simple, chez Decca.
Durant deux années, il enregistre des titres pour le label King, sous le nom de Al Grant.
Il gagne un concours de jeunes talents dans l'émission Arthur Godfrey's Talent Scouts (en) en 1949.
Sa carrière décolle lorsqu'il rencontre Mitch Miller. Producteur chez Columbia Records, celui-ci le fait changer de nom pour 'Guy Mitchell'. Mitch Miller l'accompagnera pendant une grande partie de sa carrière artistique.
En 1951, onze chansons atteignent les classements, dont cinq dans le top 10, et plus de trois millions d'exemplaires vendus.
Il apparait en 1952 dans l'émission Sunday Night At The London Palladium en compagnie de Gracie Fields. Il y établit un record en vendant l'entièreté des billets d'entrée en seulement 24 heures, deux semaines d'affilée, ce qui constitue un record inégalé.
Il devient acteur en 1953 dans le film Those Redheads from Seattle, puis l'année suivante, dans le film Jarretières rouges, pour lequel il enregistre quatre morceaux.
En 1956, il enregistre son plus gros succès avec Singing the Blues : plus de 10 millions d'exemplaires vendus à travers le monde et dix semaines consécutives dans les classements américains.
En 1957, il présente une émission intitulée The Guy Mitchell Show sur la chaine américaine ABC.
En 1962, Columbia Records le licencie mais il enregistre encore quelques albums de musique country auprès du label Starday.
Au milieu de années 1970, il choisit de se retirer progressivement de la scène et se consacre au ranching.
À la suite d'une émission rendant hommage à Mitch Miller au début des années 1980 aux États-Unis, il revient sur le devant la scène. Le succès de son apparition lui permet d'effectuer plusieurs concerts et tournées à travers le monde dans la seconde partie des années 1980 et au début des années 1990, principalement en Australie, Nouvelle-Zélande, Angleterre, Irlande, ainsi que plusieurs tournées dans les hôtels et casinos de Las Vegas.
En fin de carrière, Guy Mitchell a placé une quarantaine de titres dans les classements à travers le monde pour des ventes frôlant les 45 millions d'unités.

## Vie privée
Ses parents sont d'origine croate.
Il s'est marié à plusieurs reprises : 
- d'octobre 1952 à mars 1956, avec Jackie Loughery, actrice américaine et première Miss USA[1] ;
- en septembre 1956, avec Elsa Sorensen, playmate du mois de septembre 1956 pour le magazine Playboy[1] ;
- avec une anonyme prénommée Betty, avec qui il restera marié jusqu'à sa mort[5].

Il se blesse gravement en 1991 à la suite d'une chute de cheval : plusieurs côtes cassées et des blessures internes le contraignent à annuler une série de concerts en Angleterre.
Il a deux fils et cinq petit-enfants.
Il décède à l'âge de 72 ans au Desert Springs Hospital à Las Vegas, de complications à la suite d'une opération chirurgicale visant à traiter un cancer. Il est incinéré.
Il possède une étoile sur le Walk of Fame à Hollywood (7000, Hollywood Boulevard).

## Discographie partielle
Pour une discographie exhaustive, consulter son site officiel ou la page Discogs.

### Simples (sélection)
1950 
- My Heart Cries for You
- The Roving Kind

1951 
- The Roving Kind
- My Truly, Truly Fair
- Sparrow In The Treetop
- Belle, Belle, My Liberty Belle
- Unless

1952 
- Pittsburgh, Pennsylvania
- Feet Up (Pat Him On The Po-po)

1953 
- She Wears Red Feathers
- Look At That Girl
- Pretty Little Black Eyed Susie
- Cloud Lucky Seven
- Chicka Boom

1956 
- Singing the Blues
- Ninety Nine Years (Dead or Alive)

1957
- Knee Deep in the Blues
- Rock-a-Billy

1959
- Heartaches by the Number

1960
- The Same Old Me

## Filmographie
- 1953 : Those Redheads from Seattle
- 1954 : Jarretières rouges
- 1961 : The Wild Westerners d'Oscar Rudolph : adjoint Johnny Silver
- 1961 : Whispering Smith (série)
- 1990 : The Cheatin' Heart (série)